# Хайбуллин, Мухамет Минигалимович
Мухамет Минигали́мович Хайбу́ллин (род. 1 июня 1956, Ахмерово) — российский учёный-агроном, преподаватель высшей школы, доктор сельскохозяйственных наук, член-корреспондент Российской академии естествознания. Специалист по картофелю.
Из интервью:

Хотя в мире существует около 200 сортов картофеля, в республике Башкортостан рекомендованы к возделыванию всего 34 сорта. За рубежом «второй хлеб», как правило, перенасыщают удобрениями. По европейским стандартам на гектар картофельного поля уходит от 500 до 800 кг минеральных удобрений, по нашим — всего 300 килограмм.— http://www.potatosystem.ru/news/2014/03/17/37452/

## Образование
В 1974—1979 годах учился в Башкирском сельскохозяйственном институте (агрономический факультет). В 1981—1983 годах — в аспирантуре при Башкирском сельскохозяйственном институте. Поступил в докторантуру в Пензе.

## Трудовая деятельность
После окончания Башкирского сельскохозяйственного института в 1979—1981 годах работал главным агроном колхоза «Искра» Ишимбайского района БАССР.

## Научная деятельность
Область научных интересов: биология сорных растений, физиология сельскохозяйственных культур и лекарственных растений. Им были разработаны методы возделывания картофеля в условиях сельскохозяйственных зон Башкортостана.
Основные научные положения, сформулированные автором на основании проведенных исследований: технологии возделывания картофеля в условиях Предуралья, основанной на оценке агроэкологических, абиотических, эдафитных условий и принципов адаптаций, управление продукционным процессом агроценоза картофеля путём оптимальных способов обработки почв, посадки и режимов питания, миниареолы и механизм их воздействия на физиологически процессы в листьях картофеля в зависимости от условий минерального питания.
Учёным изучено влияние сорта, минеральных удобрений, площади питания и условий выращивания на продуктивность и качество урожая картофеля, проведена экономическая и эколого-энергетическая оценка разработанной технологии возделывания картофеля.

## Преподавательская деятельность
Работает в Башкирском государственном аграрном университете.
В 1983—1989 гг. — ассистент кафедры ботаники и физиологии растений, в 1989—1994 гг. старший преподаватель, доцент той же кафедры. В 1994 году назначен на должность заведующего кафедрой ботаники и физиологии растений и в 1996 году избран на должность заведующего кафедрой ботаники, физиологии и селекции растений. С 2010 года работает деканом агрономического факультета.
Был кандидатом в ректоры Башкирского государственного аграрного университета (2013)
Профессор, декан факультета агротехнологий и агробизнеса (Кафедра ботаники, физиологии и селекции растений).
Подготовил 4 кандидатов наук.

## Общественная деятельность
Активно распространяет агрономические знания в Башкортостане.
В 2012 году в Башкирском государственном аграрном университет на семинаре по уборке зерновых и зернобобовых культур, засыпке семян, посеву озимых Хайбуллин Мухамет Минигалимович обнародовал результаты испытаний экологической устойчивости сортов кукурузы разного целевого использования (15 гибридов), результаты испытаний биологических препаратов и использования регуляторов роста на яровой пшенице.

## Награды
За многолетний добросовестный труд в области сельского хозяйства и большой вклад в подготовку высококвалифицированных специалистов для агропромышленного комплекса республики присвоено почетное звание «Заслуженный работник сельского хозяйства Республики Башкортостан» (2013).
Награждён почетными грамотами Министерство сельского хозяйства Республики Башкортостан и РФ.

## Семья
Отец — Хайбуллин, Минигалим Хисамович, агроном, заслуженный работник сельского хозяйства Башкирской АССР.